# Pojezierze Karelskie
Pojezierze Karelskie – pojezierze w północno-zachodniej Rosji niedaleko granicy z Finlandią administracyjnie należące do Karelii. Kraina ta zajmuje równinne tereny na zachód od Morza Białego. Charakteryzuje się krajobrazem polodowcowym. Na obszarze pojezierza znajduje się wiele jezior z czego największe to Topoziero, Siegoziero i Wygoziero. W regionie występuje także wiele rzek (największa to Kiem).